# Шейх Заєд (стадіон)
«Шейх Заєд» (араб. ستاد مدينة زايد الرياضية) — багатофункціональний стадіон, розташований в спортивному комплексі Заєд Спорт Сіті в Абу-Дабі, ОАЕ, домашня арена збірної ОАЕ. В основному використовується для проведення футбольних матчів і різних змагань з легкої атлетики. Був побудований в 1979 році і названий на честь покійного Шейха Заїда ібн Султана ан-Нахайяна, засновника та першого президента Об'єднаних Арабських Еміратів.

## Характеристики
Спочатку передбачалося побудувати стадіон на 60 000 глядачів, однак після капітального ремонту його місткість скоротилася до 49 500 чоловік, щоб відповідати стандартам безпеки ФІФА.

## Історія
На стадіоні проводилися матчі таких змагань, як Кубок націй Перської затоки з футболу у 1982, 1994, 2007 роках. Також на стадіоні проводилися матчі Кубка Азії з футболу 1996, включаючи і фінал (в якому збірна ОАЕ поступилася збірній Саудівської Аравії (0:0, 2:4 по пен.).
Ще одним з великих турнірів, матчі якого проходили на стадіоні, став чемпіонат світу з футболу серед молодіжних команд 2003 року. На «Шейх Заєд» пройшли матч-відкриття і фінал цього змагання.
Починаючи з 2003 року, на стадіоні щорічно проводиться фінал Кубка ОАЕ.
12 листопада 2009 року на стадіоні відбувся товариський матч між збірною ОАЕ та футбольним клубом «Манчестер Сіті». Перемогу з рахунком 1:0 святкувала команда ОАЕ.
2 роки поспіль, спільно зі стадіоном «Мохаммед бін Заєд », «Шейх Заєд» проводив матчі клубного чемпіонату світу з футболу 2009 та 2010 років. Обидва рази приймав фінали саме «Шейх Заєд». Згодом у 2017 та 2018 році стадіон знову приймав матчі цього турніру, включно з фіналами.
Пізніше стадіон приймав матчі Кубка Азії 2019 року, який став другою континентальною першістю для стадіону. Як і в 1996 році, цього разу на стадіоні також відбувся зокрема і вирішальний фінальний матч.